# Haselmühle (Mitteleschenbach)
Haselmühle (fränkisch: Hohslmühl) ist ein Wohnplatz der Gemeinde Mitteleschenbach im Landkreis Ansbach (Mittelfranken, Bayern). Nach 1885 zählt sie zum Gemeindeteil Gersbach.

## Geografie
Die Einöde liegt am Altbach, der ein rechter Zufluss der Erlbach ist. Sie besteht aus dem Hauptgebäude (Haus Nr. 3) und aus mehreren Nebengebäuden. 0,75 km nordöstlich befindet sich das Waldgebiet Kummerstall, 0,25 km südlich liegt der Haselmühlweiher. Ein Anliegerweg führt nach Gersbach zur Kreisstraße AN 15 (0,1 km nordwestlich).

## Geschichte
Der Ort wurde als „Haselmůl“ im Eichstätter Salbuch, das um 1300 entstanden ist, erstmals urkundlich erwähnt. Das Bestimmungswort ist das mittelhochdeutsche Wort „hasel“. D. h., es wird auf eine Flur verwiesen, die von Haselsträuchern bewachsen war. Der Ort gehörte von Anfang an zum eichstättischen Amt Wernfels.
Der ursprüngliche Bau war eingeschossig. Über dem Hauseingang des jetzigen Wohnhauses und ehemaligen Mühlengebäudes ist das Datum 1609 eingemeißelt (unter Putz verdeckt). Ob dies das Baujahr des Gebäudes oder der Zeitpunkt des Aufstockens auf die jetzige Höhe war, ist nicht bekannt.
Gegen Ende des 18. Jahrhunderts gehörte Haselmühle zur Realgemeinde Gersbach. Das Anwesen hatte das Kastenamt Spalt des Hochstifts Eichstätt als Grundherrn. Unter der preußischen Verwaltung (1792–1806) des Fürstentums Ansbach erhielt die Haselmühle bei der Vergabe der Hausnummern die Nr. 3 des Ortes Gersbach. Von 1797 bis 1808 unterstand der Ort dem Justiz- und Kammeramt Windsbach.
Im Rahmen des Gemeindeedikts wurde Haselmühle dem 1808 gebildeten Steuerdistrikt Mitteleschenbach und der 1810 gegründeten Ruralgemeinde Mitteleschenbach zugeordnet.

## Einwohnerentwicklung
| Jahr      | 001836 | 001840 | 001861 | 001871 | 001885 |
| Einwohner | 5      | 8      | 7      | 9      | 15     |
| Häuser    | 1      | 1      |        |        | 1      |
| Quelle    | [ 9 ]  | [ 10 ] | [ 11 ] | [ 12 ] | [ 13 ] |

## Religion
Der Ort ist römisch-katholisch geprägt und nach St. Nikolaus (Mitteleschenbach) gepfarrt. Die Einwohner evangelisch-lutherischer Konfession sind nach St. Margareta (Windsbach) gepfarrt.

## Weblink
- Haselmühle in der Ortsdatenbank des bavarikon, abgerufen am 19. August 2021.